# I Care (bài hát của Beyoncé)
"I Care" là một bài hát của nữ ca sĩ Beyoncé từ album phòng thu thứ tư của cô, 4 (2011). Bài hát được viết bởi Jeff Bhasker, Chad Hugo và Beyoncé; sản xuất bởi Bhasker và Beyoncé. Bài hát được thu âm tại MSR Studios và phối lại bởi Jordan Young hay DJ Swivel tại KMA Studio ở thành phố New York. "I Care" là một bản R&B power ballad, với một chút soul và rock.

## Xếp hạng
Vào tuần lễ ngày 2 tháng 7 năm 2011, "I Care" đạt đến vịt rí số 35 trên South Korean International Singles Chart, bán được 15,816 lượt tải về.
| Bảng xếp hạng (2011)                 | Vị trí cao nhất |
| ------------------------------------ | --------------- |
| Portuguese Ringtone Chart            | 16              |
| South Korea Gaon International Chart | 35              |

## Lịch sử phát hành
| Quốc gia | Ngày                | Định dạng              |
| -------- | ------------------- | ---------------------- |
| Ý        | 23 tháng 3 năm 2012 | Contemporary hit radio |